# Олимпия (футбольный клуб, Рига)
Футбо́льный клуб «Оли́мпия» (латыш. Futbola klubs „Olimpija”) — бывший советский и латвийский футбольный клуб из города Рига.

## История названий
- «Пардаугава» (1991 год)
- «Компар/Даугава» (1992 год)
- «Олимпия» (с 1993 года)

В 1993 году дублёры рижской «Олимпии» выступали в Первой лиге Латвии под прежним названием клуба — «Компар/Даугава».

## Результаты выступлений

### Чемпионат и Кубок СССР
| Лига        | Сезон | Место | И  | В | Н | П  | Голы  | О  |  | Кубок       |
| ----------- | ----- | ----- | -- | - | - | -- | ----- | -- |  | ----------- |
| Первая лига | 1991  | 22    | 42 | 7 | 6 | 29 | 31‒73 | 20 |  | 1/64 финала |

### Чемпионат Латвийской ССР
| Лига      | Сезон | Команда           | Команда                          | Место | И  | В  | Н | П  | Голы  | О    |
| --------- | ----- | ----------------- | -------------------------------- | ----- | -- | -- | - | -- | ----- | ---- |
| Класс «А» | 1991  | Пардаугава/РШВСМ* | См. Пардаугава (футбольный клуб) | 2     | 28 | 21 | 2 | 5  | 82‒18 | 26** |
| Класс «А» | 1991  | Пардаугава/НСШ    | См. Пардаугава (футбольный клуб) | 19    | 28 | 6  | 4 | 18 | 34‒67 | 16   |

* Резервная команда. Главная команда участвовала в Первой лиге чемпионата СССР.
** Турнир проходил в два этапа. На втором этапе для команд «группы за чемпионство» из первого этапа учитывались только результаты игр с командами, вышедшими в чемпионскую группу. Приведено суммарное количество очков, которые учитывались на втором этапе.

### Чемпионат и Кубок Латвии
| Лига        | Сезон | Место | И  | В  | Н | П  | Голы  | О  |  | Кубок      |
| ----------- | ----- | ----- | -- | -- | - | -- | ----- | -- |  | ---------- |
| Высшая лига | 1992  | 5     | 22 | 11 | 6 | 5  | 48‒19 | 28 |  | Финалист   |
| Высшая лига | 1993  | 2     | 18 | 12 | 2 | 4  | 31‒17 | 26 |  | 1/2 финала |
| Высшая лига | 1994  | 4     | 22 | 10 | 8 | 4  | 32‒19 | 28 |  | Победитель |
| Высшая лига | 1995  | 9     | 24 | 5  | 5 | 14 | 29‒57 | 20 |  | 1/8 финала |

### Первая лига Латвии (дублирующий состав)
| Лига      | Сезон | Место | И  | В | Н | П  | Голы  | О  |
| --------- | ----- | ----- | -- | - | - | -- | ----- | -- |
| Класс «А» | 1993  | 12    | 22 | 2 | 2 | 18 | 34‒67 | 16 |

### Кубок обладателей кубков УЕФА
| Сезон   | Стадия           | Соперник              | Результат |
| ------- | ---------------- | --------------------- | --------- |
| 1994/95 | Предварит. раунд | Будё-Глимт (Норвегия) | 0:6, 0:0  |

## Достижения
Высшая лига Латвии
- Серебряный призёр (1): 1993.

Кубок Латвии
- Обладатель (1): 1994.
- Финалист (1): 1992.

## Главные тренеры
- неизвестно (1991)
- Янис Скределис (1992)
- Георгий Гусаренко (1993)
- Янис Скределис (1994—1995)